# Russell Fry

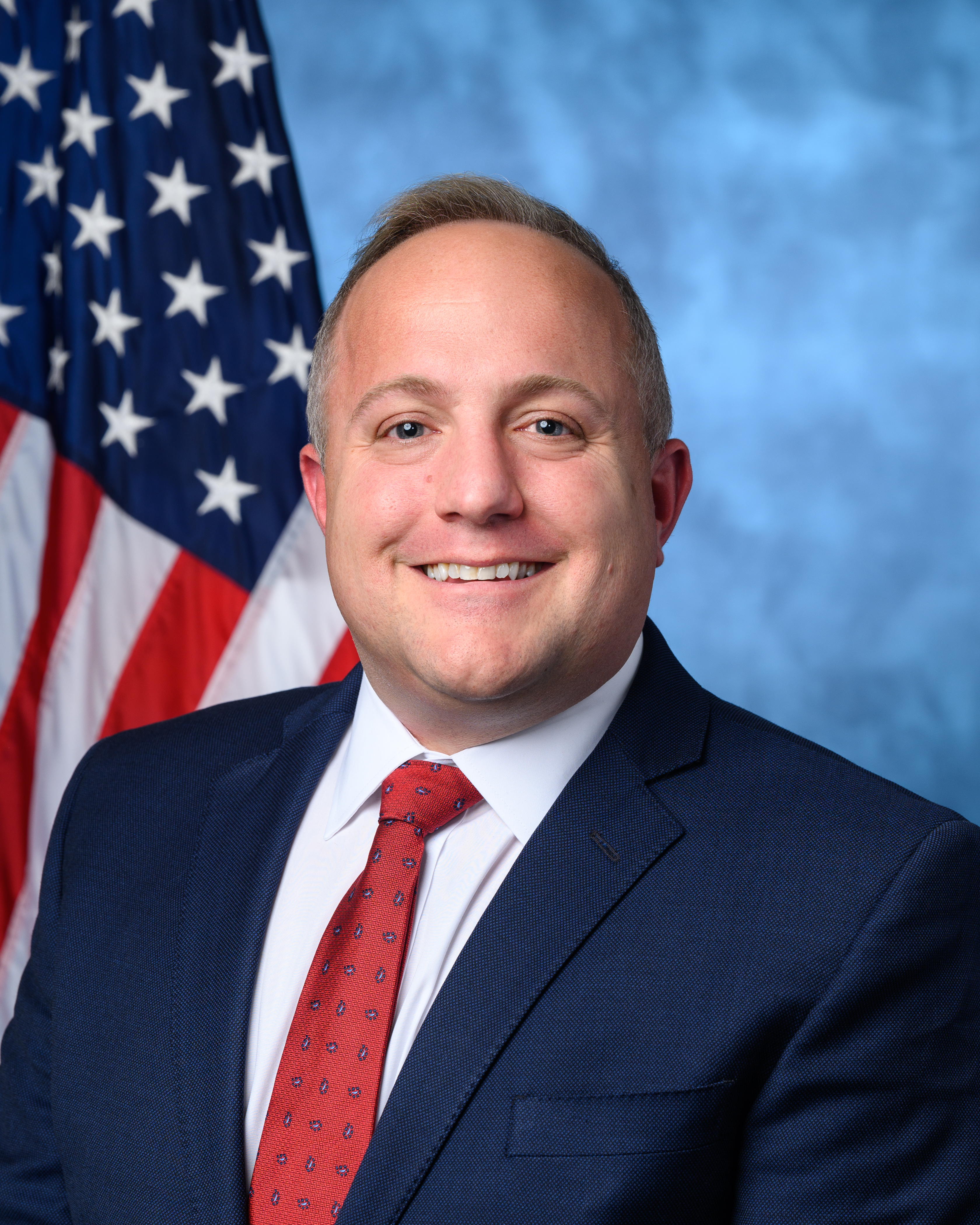
Russell Fry (2023)

Russell William Fry (* 31. Januar 1985 in Surfside Beach, Horry County, South Carolina) ist ein US-amerikanischer Politiker der Republikanischen Partei. Seit 3. Januar 2023 vertritt er den 7. Kongresswahlbezirk von South Carolina im Repräsentantenhaus der Vereinigten Staaten. Von 2015 bis 2023 war er als Abgeordneter im Repräsentantenhaus von South Carolina Teil des Staatsparlaments.

## Leben und Werdegang
Nach der High School erwarb Fry von 2003 bis 2007 einen Bachelor of Arts von der University of South Carolina. 2011 folgte sein Abschluss als Juris Doctor an der Charleston School of Law. Im Anschluss gründete er seine eigene Rechtsanwaltskanzlei mit einem Schwerpunkt auf Strafrecht und Personenschäden.
Fry lebt mit seiner Frau und dem gemeinsamen Sohn in Murrells Inlet.

## Politische Karriere

### Repräsentantenhaus von South Carolina (2015–2023)
Im Mai 2015 kandidierte Fry bei einer Nachwahl um die Nachfolge des wegen sexuellen Belästigungsvorwürfen zurückgetretenen Nelson Hardwick im Repräsentantenhaus von South Carolina, der unteren Parlamentskammer der South Carolina General Assembly. In der parteiinternen Vorwahl der Republikaner setzte er sich im zweiten Wahlgang durch. Bei der Hauptwahl hatte er keinen Gegenkandidaten. 2016 wurde er für eine reguläre Amtszeit wiedergewählt, 2018 und 2020 gelang ihm ebenfalls die Wiederwahl. Ab 2018 bekleidete Fry die Position des Whips (in etwa vergleichbar mit der Position eines Parlamentarischen Geschäftsführers) der Republikanischen Mehrheitsfraktion im Staatsparlament.

### US-Repräsentantenhaus (seit 2023)
Im Vorfeld der Kongresswahlen 2022 kündigte Fry an, den Republikanischen Amtsinhaber im 7. Kongresswahlbezirk Tom Rice herauszufordern und wurde in diesem Vorhaben von Ex-US-Präsident Donald Trump unterstützt. Rice war einer von zehn Republikanern gewesen, der beim Zweiten Amtsenthebungsverfahren gegen Donald Trump (impeachment) im Zuge des Kapitolssturm 2021 für eine Amtsenthebung Trumps gestimmt hatte. Fry gewann die Vorwahl mit 51,1 % der Stimmen, Rice kam nur auf 24,6 %.
Bei der Hauptwahl im November konnte sich Fry gegen seinen Demokratischen Kontrahenten Daryl Scott mit über 65 % der Stimmen ebenfalls klar durchsetzen und ins US-Repräsentantenhaus einziehen. Seine Amtszeit begann am 3. Januar 2023. Der von ihm vertretene Wahlkreis liegt in der Pee-Dee-Region im Nordosten South Carolinas und erstreckt sich entlang der Staatsgrenze zu North Carolina bis zum Grand Strand. Der Distrikt gilt als sicherer Sitz für die Republikaner.
Bei der Vorwahl zur Kongresswahl 2024 hatte Fry keinen Gegenkandidaten. In der Hauptwahl schlug er den Demokraten Mal Hyman mit 65 % der Stimmen und wurde in den 119. Kongress wiedergewählt.
Seine aktuelle Legislaturperiode im Repräsentantenhaus des 119. Kongresses dauert noch bis zum 3. Januar 2027